# Monte Café
Monte Café est une localité de Sao Tomé-et-Principe située au centre-nord de l'île de São Tomé, dans le district de Mé-Zóchi, à proximité d'autres destinations touristiques, telles que le jardin botanique de Bom Sucesso, Lagoa Amélia ou la cascade de São Nicolau.
Comme son nom l'indique, c'est une ancienne roça – encore partiellement en activité – spécialisée dans la production de café, et à un moindre degré de cacao.

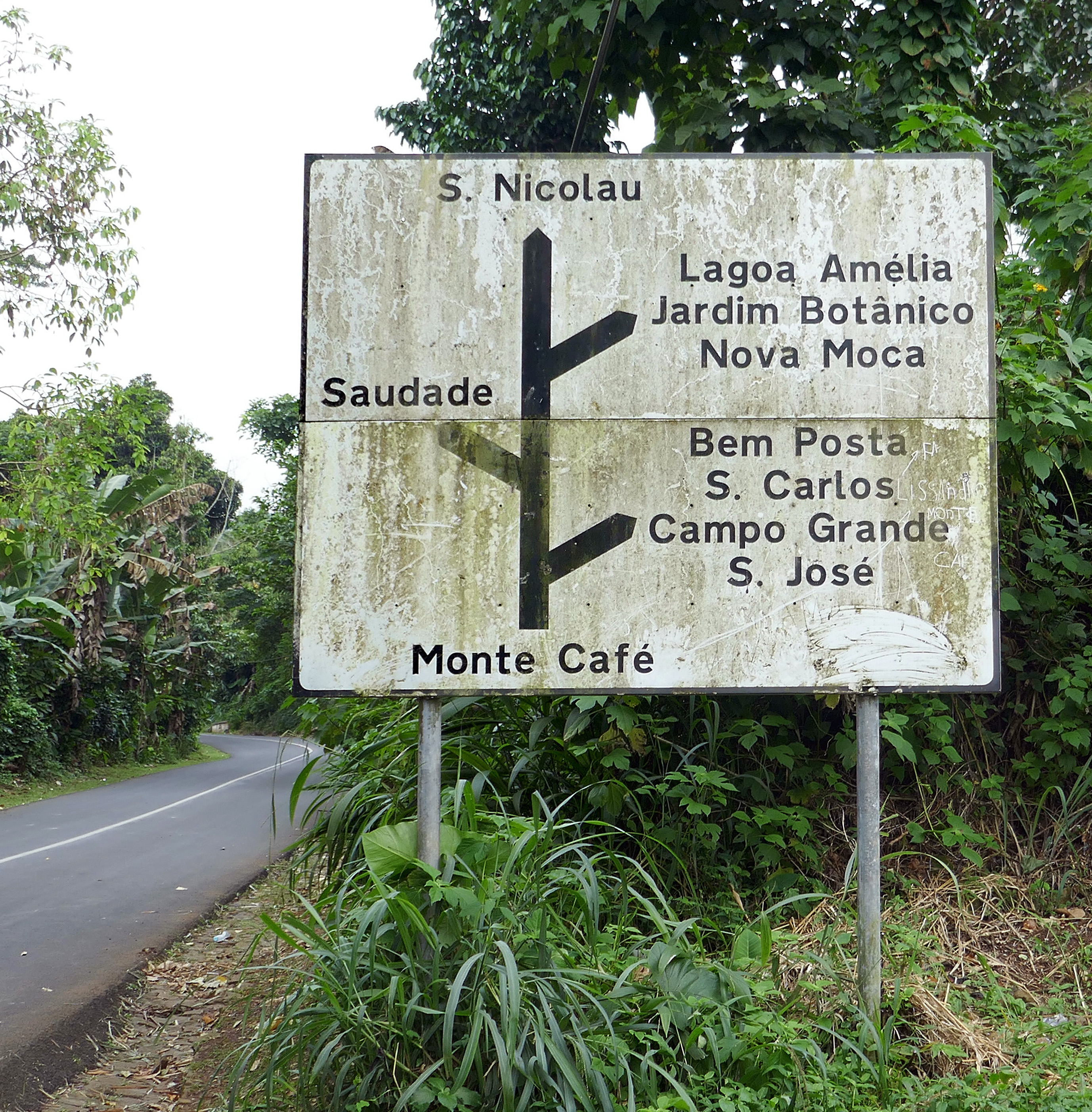
Localisation.

## Histoire
Au cours du XIXe siècle, Monte Café était un haut lieu de production du café et du cacao : la culture du café a été introduite à Sao Tomé en 1787 et celle du cacao en 1822, après l'abandon au profit du Brésil de la culture de la canne à sucre, qui jusque là était l'unique produit d'exportation du pays.
Fondée en 1858 par Manuel da Costa Pedreira, la roça Monte Café est l'une des plus anciennes du pays.
Photographies et croquis réalisés en 2011 mettent en évidence la disposition des bâtiments, leurs dimensions et leur état à cette date.

Anciennes installations (2019).
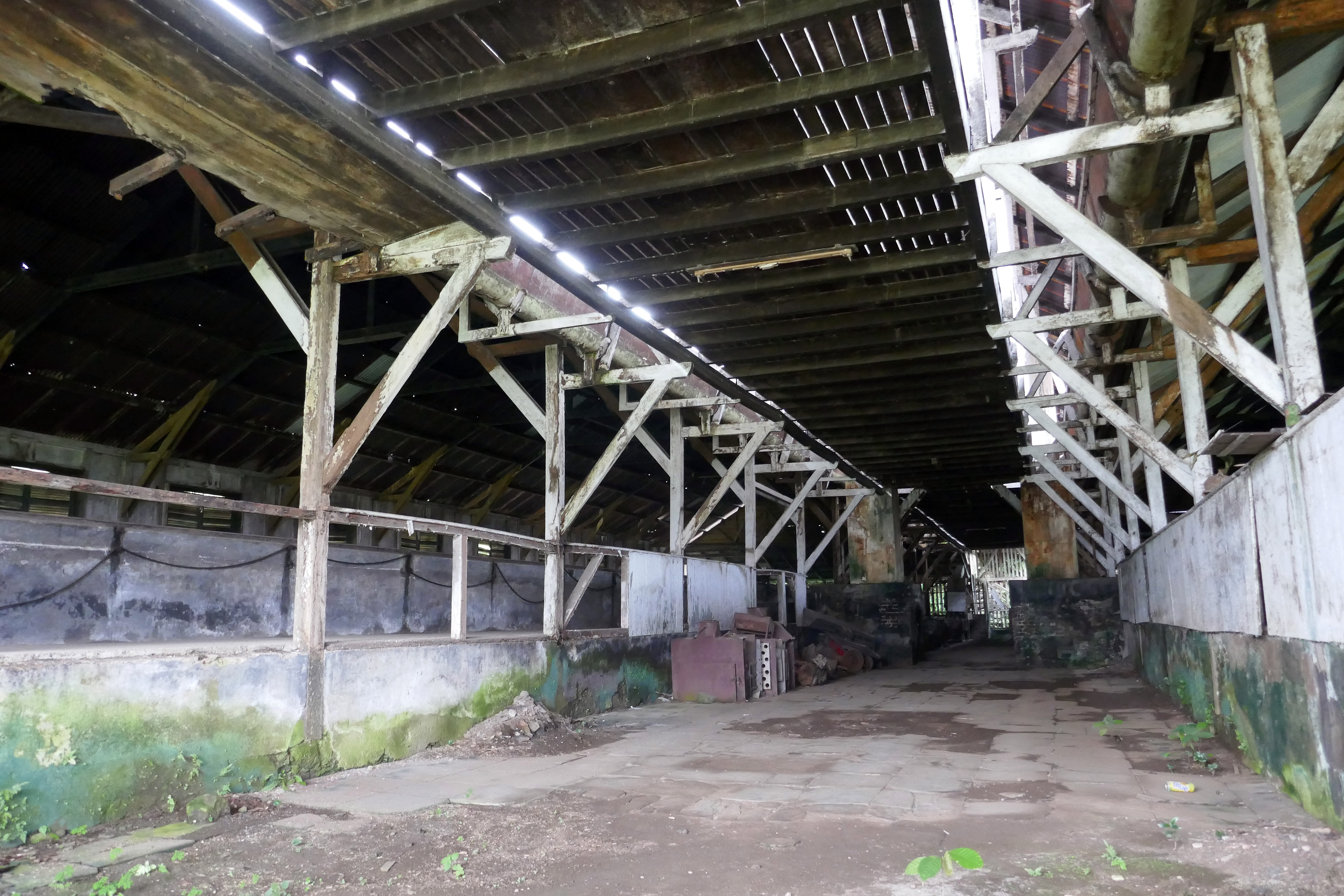
Séchoirs à café.
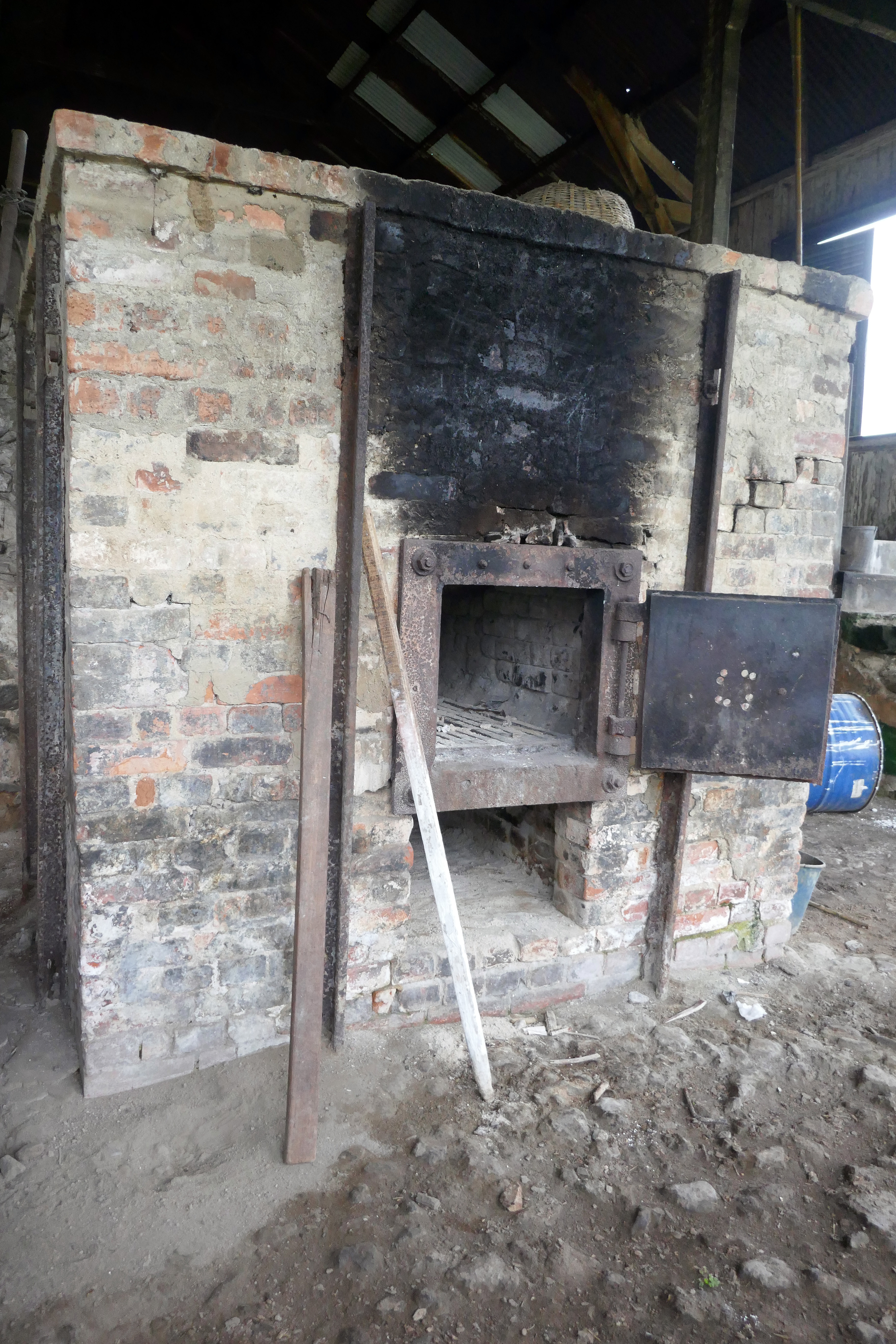
Four.
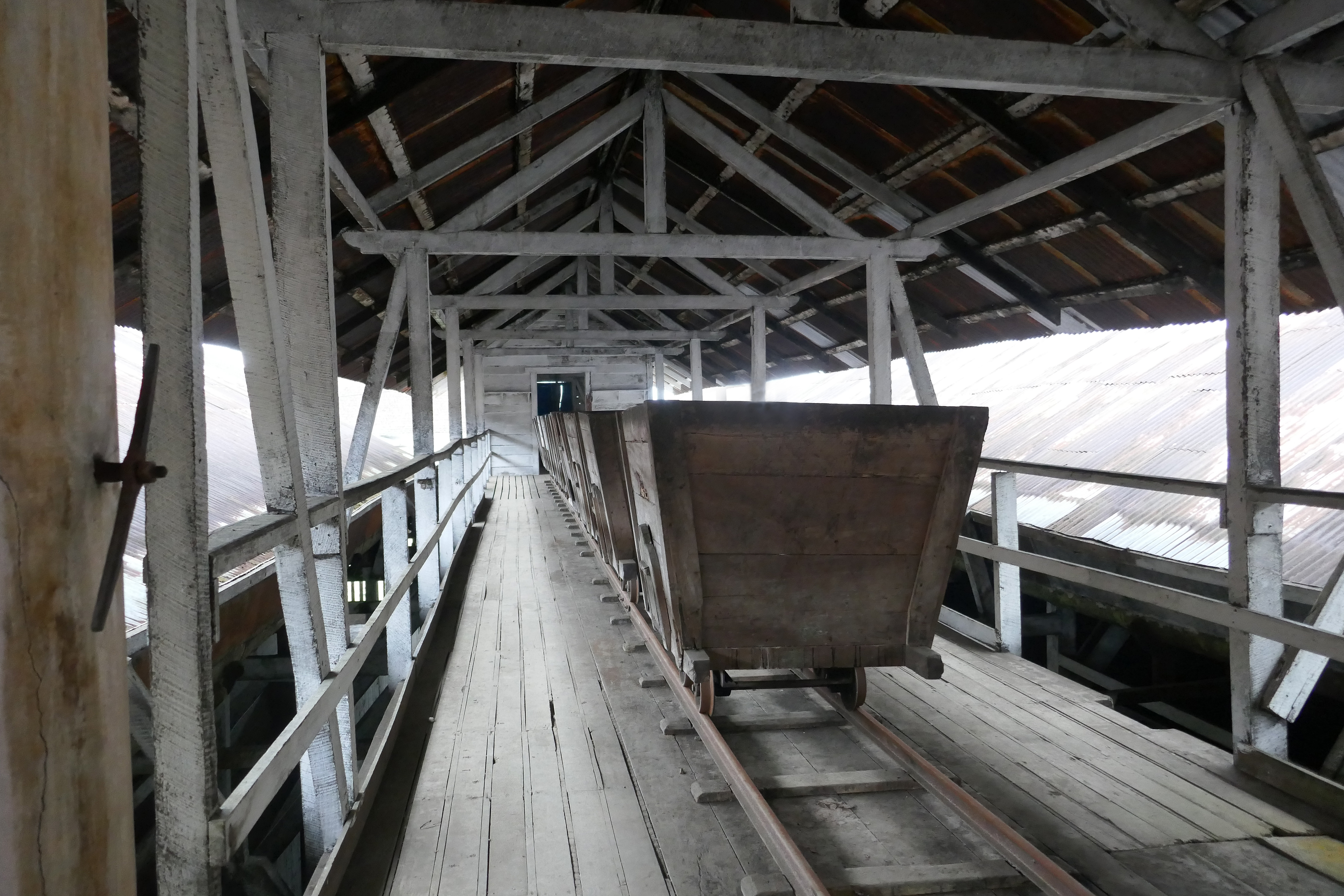
Wagonnets pour le cacao.

Anciens bâtiments (2019).
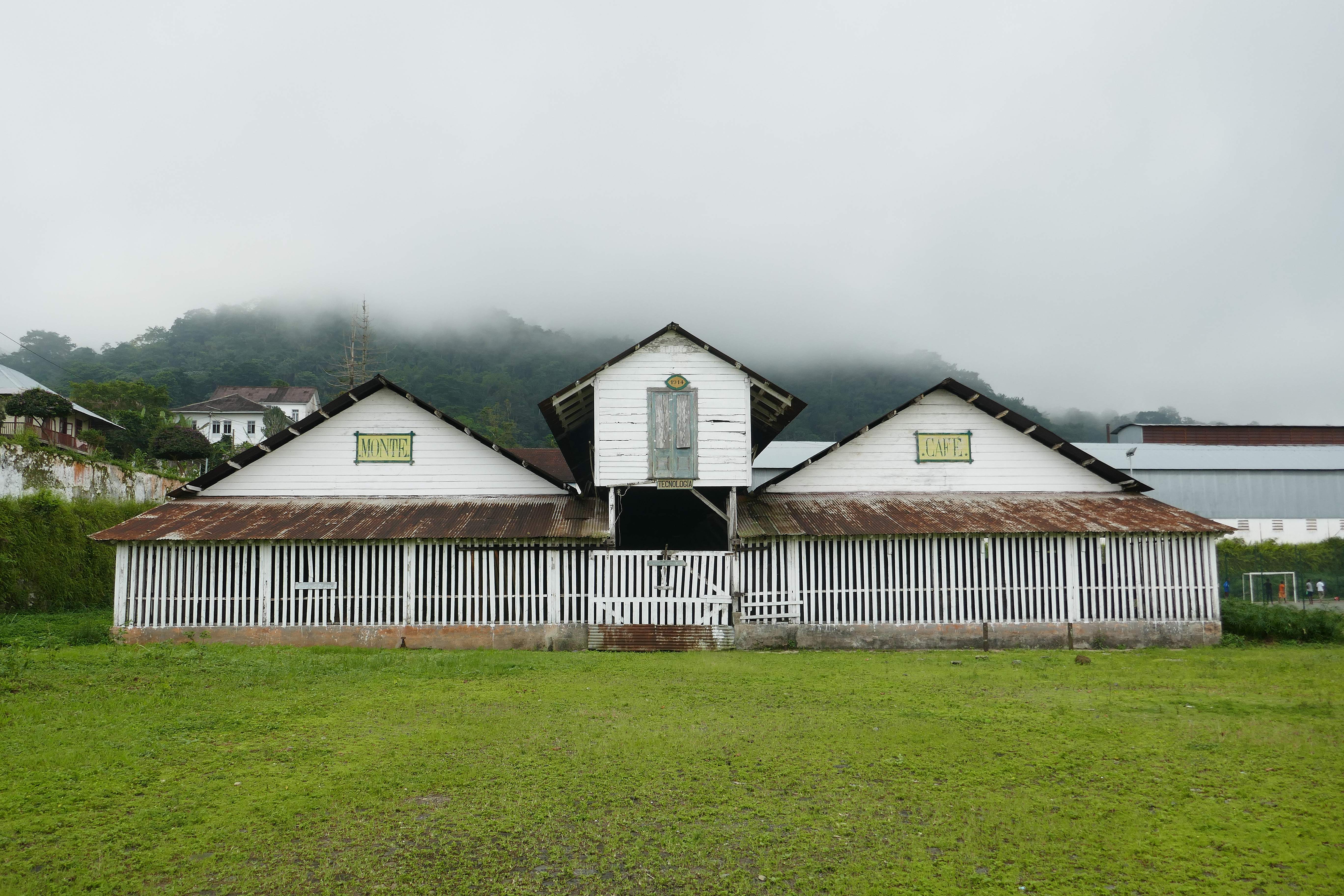
Séchoirs.
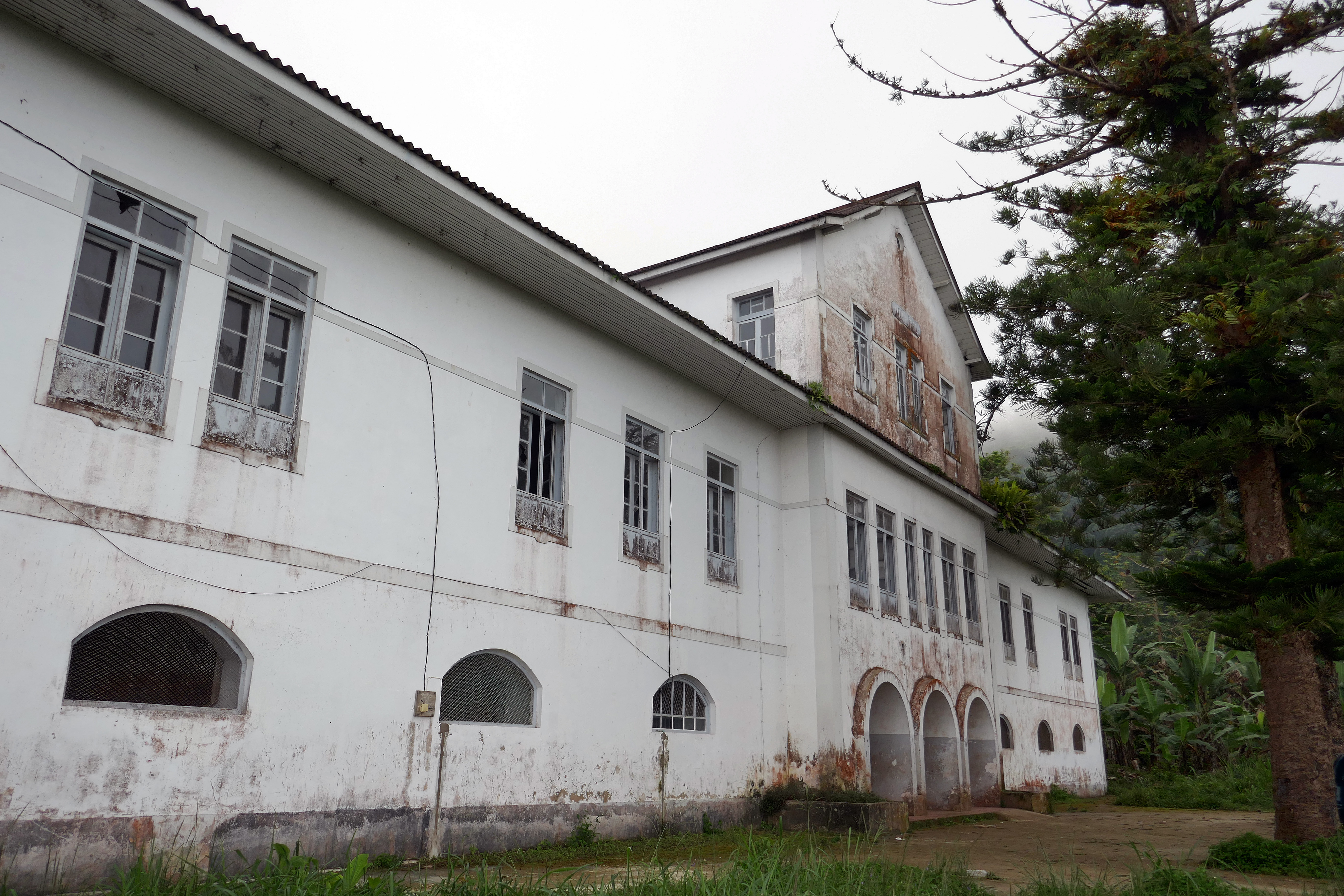
Hôpital.
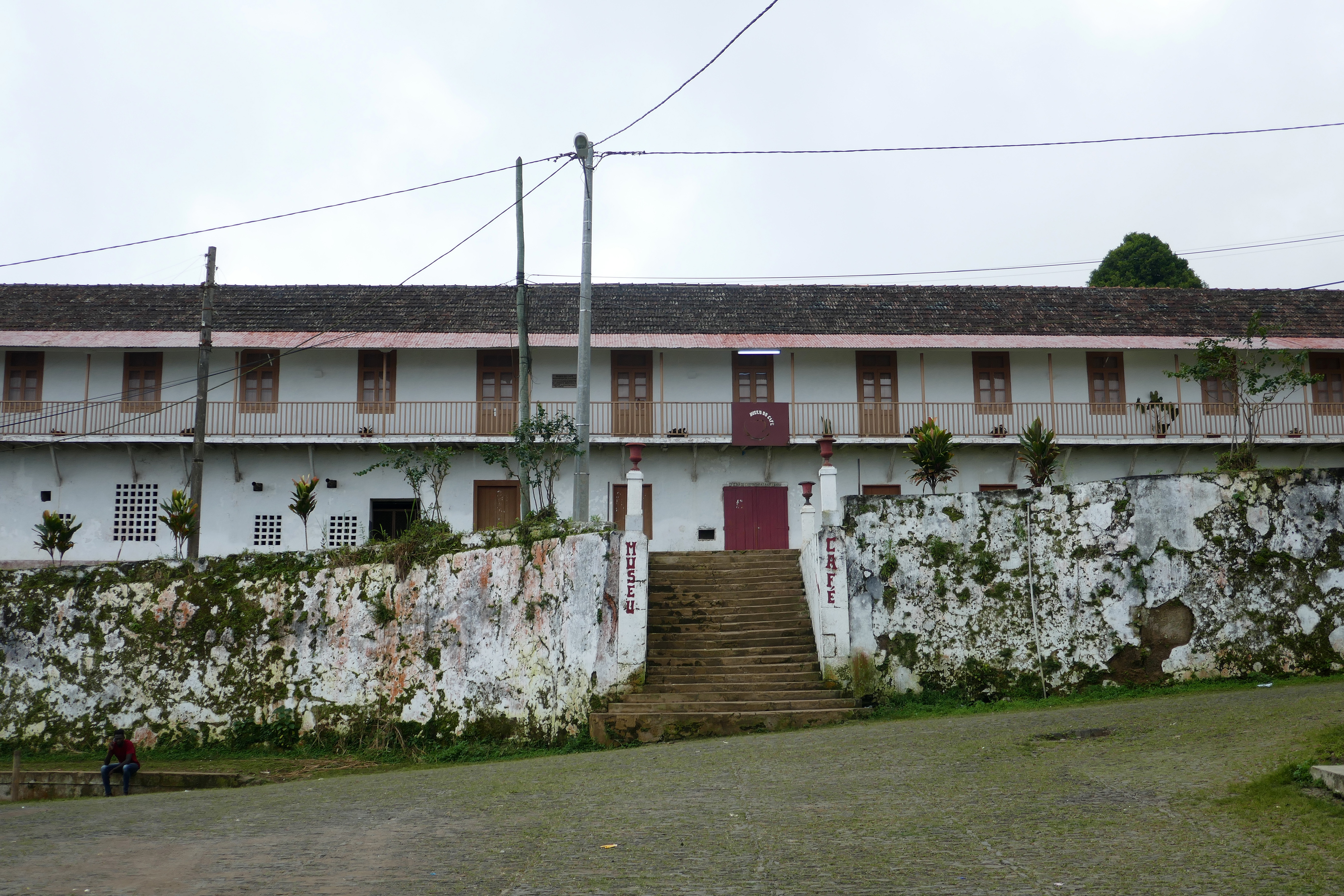
Administration.

## Géographie

### Climat
Monte Café est doté d'un climat tropical de type As selon la classification de Köppen. La pluie y tombe surtout en hiver, peu en été. La température moyenne annuelle est de 19,9 °C.

### Géographie physique
Ce climat, ajouté à une altitude moyenne de 670 m et des sols appropriés, se sont avérés propices à la culture du café arabica.

### Population
Lors du recensement de 2012, 684 habitants y ont été dénombrés.

## Économie
En 1878 l'abolition de l'esclavage dans les colonies portugaises était devenue effective. Coïncidant avec une crise économique, elle mit fin au cycle du café. 
Aujourd'hui Monte Café demeure la seule grande plantation destinée à la caféiculture et connaît des difficultés. Un projet de reprise par l'entreprise française Malongo n'a pas abouti.

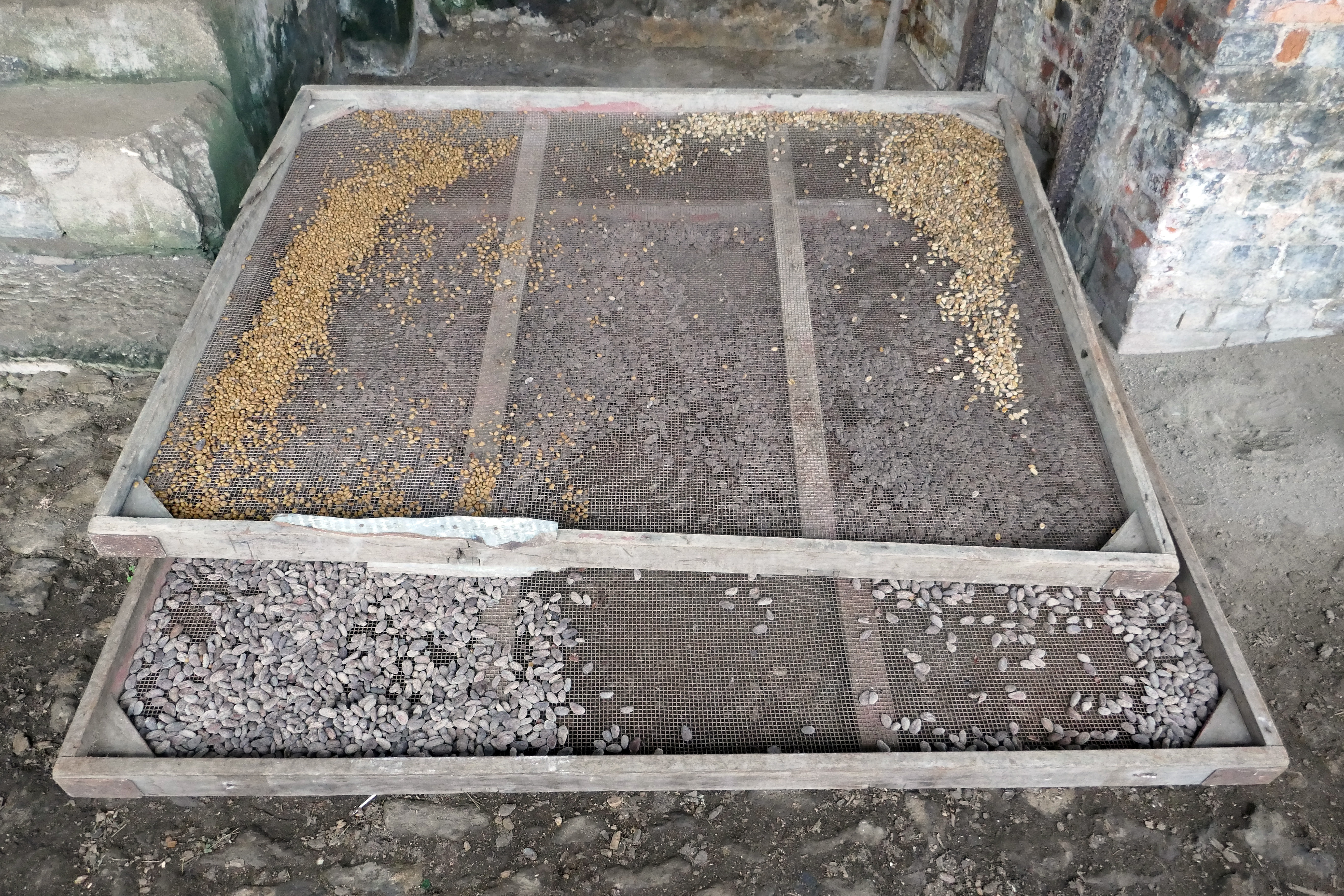
Grains de café et fèves de cacao grillés.
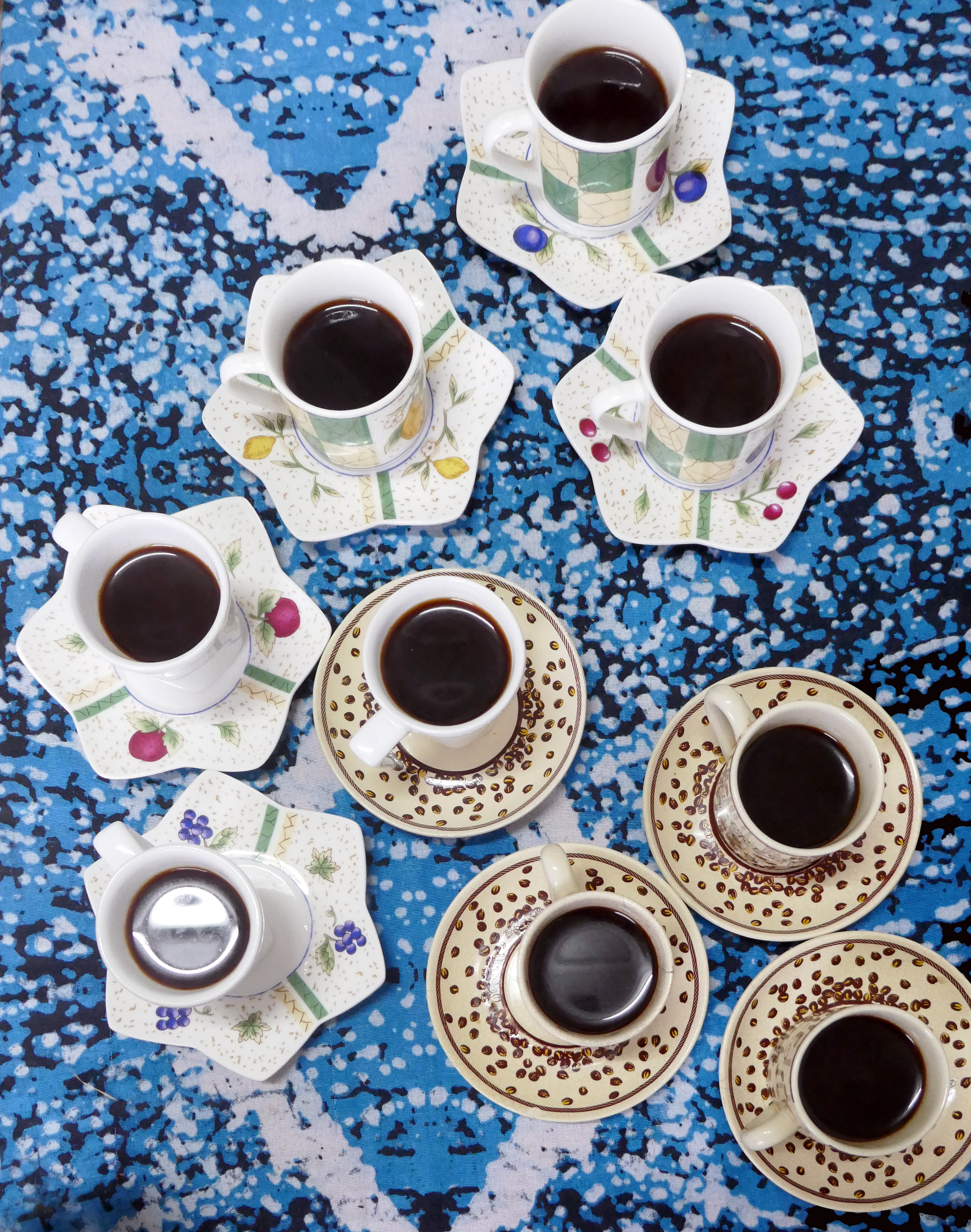
Différentes variétés de café.
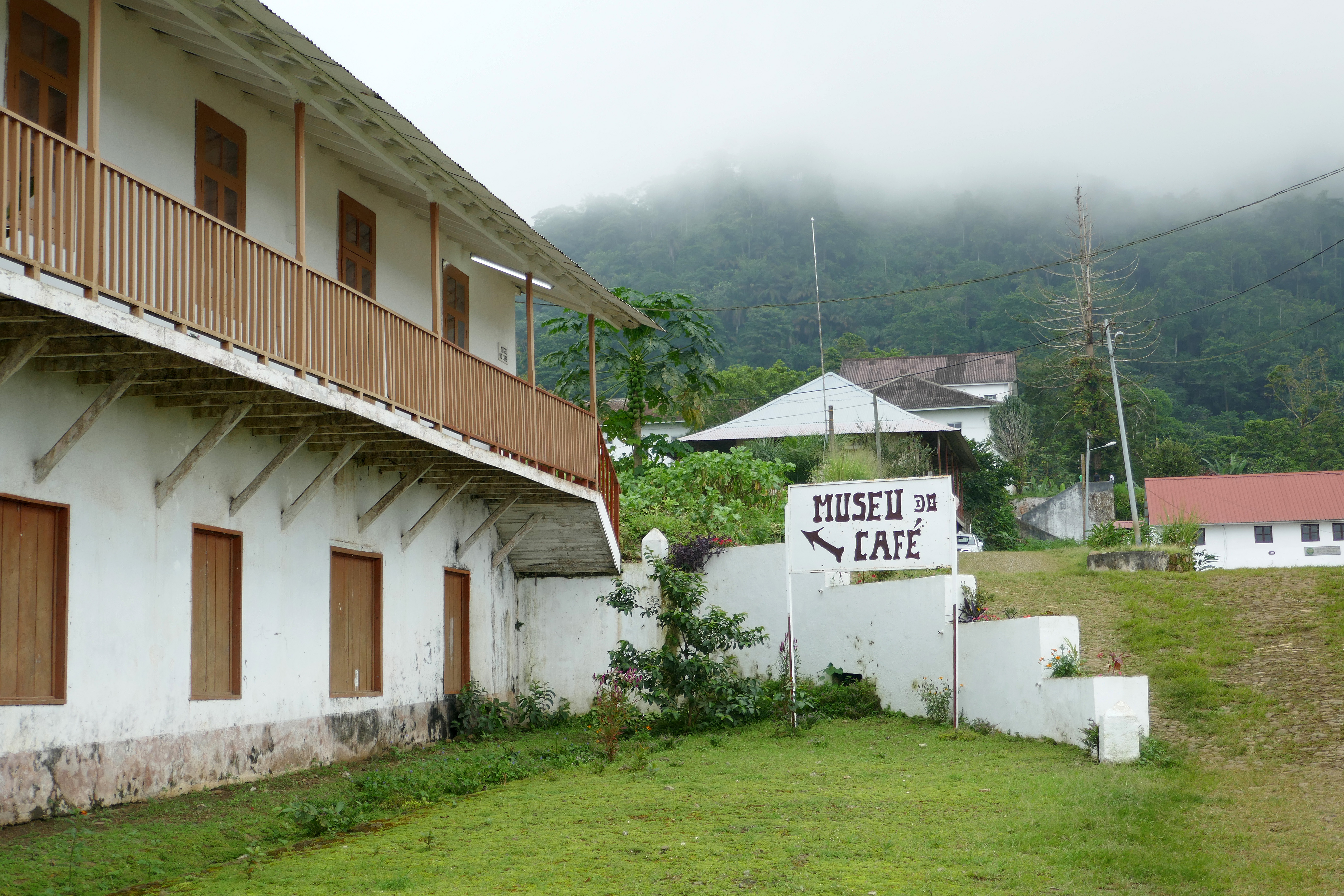
Musée du Café.

## Sport

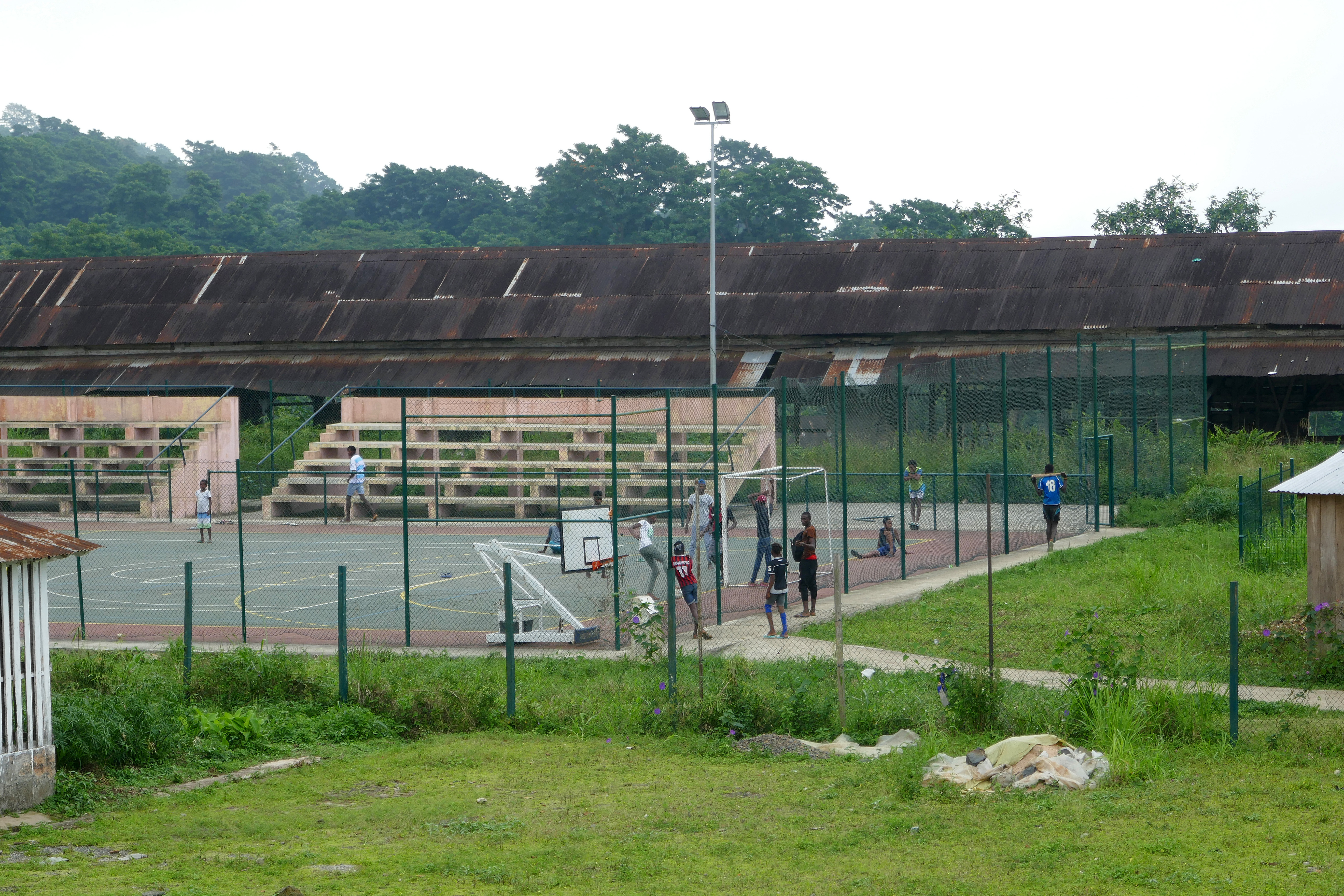
Football à Monte Café.

Un club de football y est domicilié, Agrosport (en).